# ハンド・オン・ザ・トーチ
『ハンド・オン・ザ・トーチ』(Hand on the Torch) は、イギリスのジャズ・ラップ・グループであるUS3のデビュー作となったスタジオ・アルバム。本作は、ジャズとヒップホップ・ミュージックを混ぜ合わせ、20世紀の人気ジャズ・ミュージシャンたちの素材を再考する手法が広く注目された。このアルバムでサンプリングに用いられたのは、歴史あるブルーノート・レコードの古典的作品群であり、最も有名な例は、US3がハービー・ハンコックの「カンタロープ・アイランド (Cantaloupe Island) のサンプリングを用いた、「カンタループ（フリップ・ファンタジア） (Cantaloop (Flip Fantasia))」である。この曲はシングルとなり、2種類のミュージック・ビデオが制作された。
2003年には『The Ultimate Hand on the Torch』と題したバージョンがリリースされ、『ハンド・オン・ザ・トーチ』でサンプリング素材として用いられた楽曲の多くが収録された。
このアルバムは、批評家たちからも高く評価され、幅広い聴衆に届けられ、グラミー賞にもノミネートされた。また、ブルーノート・レコードから出た最初のプラチナ・アルバムとなった。

## 批評的評価
| 専門評論家によるレビュー | 専門評論家によるレビュー |
| レビュー・スコア         | レビュー・スコア         |
| 出典                     | 評価                     |
| ------------------------ | ------------------------ |
| AllMusic                 | [ 1 ]                    |
| ロバート・クリストガウ   | [ 2 ]                    |
| Entertainment Weekly     | A                        |
| Music Week               | [ 4 ]                    |
| The Observer             | (favorable)              |
| Orlando Sentinel         | [ 6 ]                    |
| Rolling Stone            | [ 7 ]                    |

『ボストン・グローブ (The Boston Globe)』紙は、『ハンド・オン・ザ・トーチ』を1993年の最優秀アルバムの一つに挙げ、「ラップ、ヒップホップとジャズのハイブリッドを試みたあらゆるCDの中でも、本作ほど的に射中したものは他にはない (Of all the CDs exploring the hybrid of rap, hip-hop and jazz, none hit the target the way this one did)」と記した。
2016年、音楽誌『MusicRadar』は、本作を「ヒップホップの力技 (hip-hop tour de force)」と評した。

## トラックリスト
1. カンタループ（フリップ・ファンタジア） / Cantaloop (Flip Fantasia) (Kelly, Simpson, Wilkinson, Herbie Hancock) - 4:39
2. アイ・ガット・イット・ゴーイン・オン / I Got It Goin' On (Powell, Kelly, Simpson, Wilkinson, Reuben Wilson) - 5:18
3. リズム&ピープル / Different Rhythms Different People (Simpson, Wilkinson) - 1:16
4. イッツ・ライク・ザット / It's Like That (Powell, Simpson, Wilkinson, Parker, Sonny Rollins) - 3:41
5. ジャスト・アナザー・ブラザー / Just Another Brother (Powell, Simpson, Wilkinson, Freddie Hubbard) - 3:42
6. クルージン / Cruisin' (Kelly, Simpson, Wilkinson) - 3:30
7. アイ・ゴー・トゥ・ワーク / I Go to Work (Powell, Simpson, Wilkinson, Thelonious Monk) - 4:06
8. スーキー･スーキー / Tukka Yoot's Riddim (Taylor, Simpson, Wilkinson, Don Covay, Steve Cropper) - 5:41
9. ナリッジ・オブ・セルフ / Knowledge of Self (Kelly, Simpson, Wilkinson) - 4:18
10. レイジー・デイ / Lazy Day (Powell, Simpson, Wilkinson, Joe Sample) - 4:40
11. イレヴン・ロング・イヤーズ / Eleven Long Years (Taylor, Simpson, Wilkinson, Horace Silver, Hancock) - 3:47
12. メイク･トラックス / Make Tracks (Powell, Simpson, Wilkinson, Silver, Duke Pearson) - 4:45
13. ザ・ダークサイド / The Darkside (Kelly, Simpson, Wilkinson, Larry Mizell) - 5:19

## サンプリング
- 「カンタループ（フリップ・ファンタジア）」には、ハービー・ハンコックの「カンタロープ・アイランド」からのサンプリングと、アート・ブレイキー・クインテットの『バードランドの夜 Vol.1』に収められたピー・ウィー・マーケットの前説が盛り込まれている。
- 「アイ・ガット・イット・ゴーイン・オン」には、ルーベン・ウィルソンの「Ronnie's Bonnie」がサンプリングされている。
- 「リズム&ピープル」には、ザ・ジャズ・メッセンジャーズ（英語版）の『リチュアル (en:Ritual: The Modern Jazz Messengers)』に収められた「アート・ブレイキーのコメント (Art Blakey's Comment On Ritual)」や、『カフェ・ボヘミアのジャズ・メッセンジャーズ Vol.2』からの声のサンプリングが盛り込まれている。
- 「イッツ・ライク・ザット」には、ビッグ・ジョン・パットンの「Alfie's Theme」と、ルー・ドナルドソンの「Cool Blues」がサンプリングされている。
- 「ジャスト・アナザー・ブラザー」は、アート・ブレイキーとザ・ジャズ・メッセンジャーズの「Crisis」がサンプリングされている。
- 「アイ・ゴー・トゥ・ワーク」は、セロニアス・モンクの「Straight No Chaser」がサンプリングされている。
- 「スーキー･スーキー」は、グラント・グリーンの「Sookie Sookie」がサンプリングされている。
- 「レイジー・デイ」は、ボビー・ハッチャーソンの「Goin' Down South」がサンプリングされている。
- 「イレヴン・ロング・イヤーズ」は、ホレス・シルヴァーの「Song For My Father」と、ハービー・ハンコックの「Blind Man, Blind Man」がサンプリングされている。
- 「メイク･トラックス」は、ホレス・シルヴァーの「Filthy McNasty」と、ドナルド・バードの「Jeannine」がサンプリングされている。
- 「ザ・ダークサイド」は、ドナルド・バードの「Steppin' Into Tomorrow」がサンプリングされている。

## パーソネル
- ラップ – ラサーン・ケリー (Rahsaan Kelly)、コビー・パウエル (Kobie Powell)（ゲスト；タッカ・ユート (Tukka Yoot) ＝ 「スーキー・スーキー」、「イレヴン・ロング・イヤーズ」）
- トランペット – ジェラード・プレゼンサー（英語版）
- トロンボーン – デニス・ロリンズ（英語版）
- テナー・サックス – マイク・スミス
- ソプラノ/テナー・サックス – エド・ジョーンズ（英語版）
- ギター – トニー・レミー (Tony Remy)
- ピアノ – マット・クーパー (Matt Cooper)

## チャート
| チャート (1993年 – 1994年)            | 最高位 |
| ------------------------------------- | ------ |
| オーストラリア (ARIA)                 | 51     |
| オーストリア (Ö3 Austria)             | 11     |
| オランダ (MegaCharts)                 | 81     |
| ドイツ (Offizielle Top 100)           | 29     |
| ニュージーランド (RMNZ)               | 28     |
| スイス (Schweizer Hitparade)          | 21     |
| UK アルバムズ (OCC)                   | 40     |
| US Billboard 200                      | 31     |
| US Top R&B/Hip-Hop Albums (Billboard) | 21     |

| チャート (1994年)                     | 順位 |
| ------------------------------------- | ---- |
| US Top R&B/Hip-Hop Albums (Billboard) | 61   |

## 認定
| 国/地域                    | 認定     | 認定/売上数 |
| -------------------------- | -------- | ----------- |
| アメリカ合衆国 (RIAA)      | Platinum | 1,000,000^  |
| ^ 認定のみに基づく出荷枚数 |          |             |